# Neron Klavdij Druz
Nero Klavdij Druzus Germanik (38–9 pr. n. št.), znan kot Druz Starejši, je bil rimski politik in vojaški poveljnik. Bil je patricij Klavdijske rodbine, vendar je bila njegova mati iz plebejske družine. Bil je sin Livije Druzile in posinovljenec njenega drugega moža, cesarja Avgusta. Bil je tudi brat cesarja Tiberija ter oče cesarja Klavdija in generala Germanika, ded cesarja Kaligule in praded cesarja Nera.
Druzus je začel prve velike rimske pohode čez Ren in začel osvojitev Velike Germanije, saj je postal prvi rimski general, ki je dosegel reki Weser in Elbe. Leta 12 pr. n. št. je vodil uspešen pohod v Veliko Germanijo, kjer je podjarmil Sikambre. Kasneje tistega leta je vodil pomorsko odpravo proti germanskim plemenom ob obali Severnega morja, podjarmil Batave in Frize ter porazil Havke blizu ustja Weserja. Leta 11 pr. n. št. je podredil Uzipete in Marse, s čimer je razširil rimski nadzor na zgornji Weser. Leta 10 pr. n. št. je začel pohod proti Hatom in ponovno upirajočim Sikambrom, obojne je podjarmil. Naslednje leto, ko je služil kot konzul je podredil Mattiace in porazil Markomane in Heruske, slednje blizu reke Elbe. Njegovi germanski pohodi so bili prekinjeni poleti leta 9 pr. n. št. zaradi njegove smrti po nesreči pri jahanju. 
Druzus je bil zelo sposoben poveljnik. Njegova smrt je upočasnila severno širitev Rimskega imperija in nakazala na katastrofo v bitki v Tevtoburškem gozdu. Bil je izjemno priljubljen med svojimi možmi, ki so mu v njegovo čast postavili Druzov kamen; njegov spomin se je spet zelo povzdignil med vladavino njegovega sina Klavdija. Druzove zmage v boju so bile pomembne. Bojeval se je z mnogimi germanskimi poglavarji v dvoboju in verjetno bil četrti in zadnji Rimljan, ki je dosegel prestižno nagrado Spolia opima (za prevzem orožja in opreme sovražnega kralja po porazu v dvoboju), čeprav je umrl, preden je bil za to počaščen.

## Zgodnje življenje

### Otroštvo
Druzus je bil najmlajši sin Livije Druzile iz njenega zakona z Tiberijem Klavdijem Nerom pretorjem 42 p. n. št., ki je bil pravno razglašen za njegovega očeta, preden sta se zakonca ločila. Druzus se je rodil med sredino marca in sredino aprila 38 pr. n. št., tri mesece po tem, ko se je Livia poročila z Avgustom 17. januarja.  Gerhard Radke je predlagal datum 28. marec kot njegov najbolj verjeten rojstni dan, , medtem ko Lindsay Powell interpretira kot najverjetnejši datum 13. januar. Pojavile so se govorice, da je pravi oče otroka bil Avgust, čeprav to ni bilo nemogoče, saj je bila Livia že noseča, ko se je srečala s svojim prihodnjim možem (cesar Klavdij je kljub temu spodbujal govorice med svojim vladanjem, da bi ustvaril vtis o bolj neposredni dediščini od Augusta).
Druzus je odraščal v hiši Klavdija Nera skupaj s svojim bratom, prihodnjim cesarjem Tiberijem vse do smrti svojega biološkega očeta. Brata sta razvila tesno vez, ki je trajala do konca njunih življenj. Tiberij je svojega najstarejšega sina poimenoval po svojem bratu, čeprav so se najstarejši sinovi ponavadi imenovali po svojem očetu ali dedu. Druzus je svojega drugega sina, prihodnjega cesarja Klavdija poimenoval po Tiberiju.

### Ime
Po Svetoniju je bil Druzus prvotno poimenovan Decimus kot njegov praenomen, toda njegovo polno ime je bilo pozneje spremenjeno v Nero Klavdij Druzus. Ni znano kdaj ali zakaj je prišlo do spremembe. Imena so bila takrat nenavadna, saj sta močno poudarjala njegovo materinsko poreklo z uporabo Liviinega očetovega cognomen namesto tistega njenega moža; v njegovem prvotnem imenu je bila uporaba praenomena Decimus prav tako netipična za prevladujoče družine pozne republike (še posebej za patricije). Končna uporaba očetovega kognomena Nero kot praenomena je bila prav tako zelo nenavadna. Njegovo polno ime, dano ob njegovem Dies lustricus, se na splošno domneva, da je bilo Decimus Claudius Druzus, vendar nekateri zgodovinarji, kot so Andrew Pettinger, Pierre Grimal, T. P. Wiseman, Greg Rowe, Barbara Levick in Eric D. Huntsman, verjamejo, da je morda šlo za Decimus Claudius Nero, Decimus Claudius Nero Druzus ali Decimus Claudius Druzus Nero namesto tega.
Livia je morda prenesla očetov kognomen na svojega sina preprosto zato, ker poleg njenega posinovljenega brata[Marcus Livius Druzus Libo ni bilo nikogar drugega, ki bi ga bilo mogoče prenesti v prihodnost. Leta 1988 je C.J. Simpson trdil, da so trije trenutki v zgodovini, ko se je verjetno zgodila sprememba imena; ko je bil njegov brat Tiberij posvojen s strani Marcusa Galliusa, ko je njihov oče umrl leta 33 pr. n. št. ali ko je prevzel "togo virilis". Simpson je osebno trdil, da čas posvojitve njegovega brata ni verjeten, saj je verjel, da se je dogodek morda zgodil še pred Drusovim rojstvom; prav tako je zavrnil točko o očetovi smrti kot verjetno, saj bi to najverjetneje pritegnilo pozornost k okoliščinam Liviine ločitve in ponovne poroke, ki so postale del Mark Antonijeve propagande tistega časa. Simpson je izjavil, da je po njegovem mnenju Livia izbrala imeni Decimus in Druzus za svojega mlajšega sina, da bi zmanjšala povezavo z njenim nekdanjim možem po poroki z Oktavijanom zaradi slabega statusa prvega v tistem času, ampak da je bilo nekaj let po moževi smrti primerno poudariti povezavo njenega mlajšega sina z njegovim starejšim bratom in da je bila sprememba imena verjetno opravljena, ko je prevzel togo virilis. Levick je menila, da je posvojitev Tiberija zahtevala, da Druzus nosi ime Nerones. Simpson je leta 1993 odgovoril, da meni, da je Levickina razlaga nezdružljiva s Svetonijevim opisom, saj ne more sprejeti, da bi Livia in Oktavijan (ko sta bila poročena) dovolila, da se posvojitev dečka sploh zgodi, zaradi Galliusovega nasprotovanja Oktavijanu. Ker Suetonius jasno pove, da je ||Tiberij]] uporabil Galliusovo ime (čeprav za kratek čas), ampak ga je opustil iz spoštovanja do svojega očim, se je morala posvojitev zgoditi pred Druzovim rojstvom.
Jean Mottershead je v svojem komentarju na Svetonijev Divus Claudius predlagala, da je Drusov praenomen izhajal iz materinske strani njegove družine, morda iz "Junii" ali "Laelii", saj sta bili edini senatni družini, ki sta redno uporabljale praenomen "Decimus". Prav tako meni, da se je sprememba imena zgodila, ko je njegov oče umrl in se je preselil v Oktavijanovo gospodinjstvo. Klaus Scherberich je kritičen do Mottersheadovega predloga, trdi, da ni primerov konservativne patricijske družine, kot so Claudii Nerones, ki bi posvojila povsem nov praenomen iz materinskega prednika. Scherberich je prav tako skeptičen do Simpsonove razlage.
Lindsay Powell meni, da je Druzus osebno (kljub mladosti) morda spremenil svoje ime takoj po očetovi smrti, da bi ohranil in počastil njegovo spomin. Po njegovem mnenju bi lahko bila še ena motivacija za dečka pomen imena Nero, ki je v stari sabinščini (jezik ljudstva, iz katerega so izhajali Claudii pomenilo "močan" ali "pogumen", kar je primerno ime za dečka iz tako uglednega rodu.

## Poročne vezi
Druzus se je poročil z Antonijo Minor, hčerko Marka Antonija in Oktavijanove sestre Oktavije Minor ter pridobil sloves, da ji je bil popolnoma zvest. Njuni otroci so bili Germanik, Klavdij, hči imenovana Livilla ('mala Livia') in še vsaj dva druga, ki otroštva nista preživela. Po Druzovi smrti se Antonija nikoli več ni poročila, čeprav je živela skoraj pet desetletij dlje od njega. Trije cesarji so bili neposredni potomci Druzusa: njegov sin Klavdij, njegov vnuk Kaligula in njegov pravnuk Nero.

## Kariera
Avgust je svojima posinovljenima sinovoma podelil številne časti. Leta 19 pr. n. št. je bil Druzusu podeljen mandat, da lahko zaseda vse javne funkcije pet let pred minimalno starostjo. Ko je Tiberij zapustil Italijo med svojim mandatom kot pretor leta 16 pr. n.št., je Druzus vladal v njegovem imenu. Naslednje leto je postal kvestor in se boril proti Retijskim banditom v Alpah. Druzus jih je odgnal, pridobil časti, a ni uspel uničiti njihovih sil ter je potreboval okrepitev od  brata Tiberija. Brata sta skupaj zlahka porazila lokalna alpska plemena.

Druzus je v Galijo prispel pozno leta 15 pr. n. št., da bi služil kot legatus Augusti pro praetore (guverner v Avgustovem imenu z avtoriteto pretorja) treh galskih provinc. Njegov prispevek k gradnji in urbanemu razvoju v Galiji še danes. Od 14 do 13 pr. n. št. je bil Avgust tudi sam aktiven v Galiji, bodisi v Lugdunumu (sodobni Lyon) bodisi ob Renu.
Kot guverner Galije je Druzus postavil svoje poveljstvo v Lugdunumu, kjer je med letoma 14 in 12 pr. n. št. odločil, da ustanovi concilium Galliarum ali 'svet galskih provinc'. Ta svet bi iz svojih članov izvolil duhovnika, ki bi praznoval igre in častil žensko božanstvo Romo in Avgusta kot božanstvi vsako 1. avgusta na Ara trium Galliarum (oltarju treh Galcev), ki ga je Druz ustanovil v La Croix-Rousse leta 10 pr. n. št. Druzusov sin Klavdij se je rodil v Lugdunumu na isti dan, ko je bil ta oltar posvečen.

### Germanski pohodi
Od leta 14 pr. n. št. je Druzus zgradil vrsto vojaških baz ob Renu—petdeset po Florusu in sklenil zavezništvo z Batavi v pripravi na vojaško akcijo v Veliki Germaniji. Verjetno je imel pod svojim poveljstvom sedem legij. Spomladi leta 12 pr. n. št. je izplul z ekspedicijsko silo, ki je morda obsegala I. legijo Germanica in V Alaudae z ladjami iz okolice sodobnega Nijmegen, pri čemer je izkoristil enega ali več kanalov, ki jih je zgradil prav z tem namenom. Druzus je plul do ustja Ems in prodrl na ozemlje Havkov v današnji Spodnji Saški. Havki so sklenili pogodbo, ki je priznala rimsko nadoblast in so ostali zavezniki Rima še vrsto let. Ko so se nadaljevali po Emsu, so Rimljane napadli Bruktere v čolnih. Druzove sile so premagale Bruktere, vendar so se, ker se je kampanjska sezona zdaj bližala koncu, obrnile nazaj v svoje zimske prostore v Galiji, ob tem pa so izkoristile svoje novo zavezništvo z Frizijci za navigacijo skozi težavne razmere na Severnem morju.

Kot nagrado za uspehe svoje kampanje leta 12 pr. n. št. je bil Druzus imenovan za praetor urbanus  za leto 11 pr. n. št., ko se je vrnil v Rim za zimo. Novice o Druzovih dosežkih – navigacija po Severnem morju, zakoličenje rimskih orlov na nova ozemlja in prisila novih ljudstev v pogodbeno razmerje z Rimom – so povzročile veliko navdušenje v Rimu in so bile obeležene na kovancih.
Spomladi med njegovim mandatom kot praetor urbanus  se je spet odpravil proti germanski meji. Tokrat je zbral silo, ki je obsegala vse ali del petih legij poleg pomožnikov in se podal iz Castra Vetere ob Renu po reki Lippe. Tu je naletel na Tenktere in Uzipete, katere je premagal v dveh ločenih bitkah. Dosegel je dolino Werre preden se je odločil za vrnitev za sezono, saj se je bližala zima, zaloge so upadale, obeti pa niso bili ugodni. Medtem ko so se njegove sile vračale skozi ozemlje Heruskov, je to pleme pripravilo zasedo pri Arbali. Heruski niso izkoristili svoje začetne prednosti, zato so Rimljani prebili njihove vrste, premagali germanske napadalce in proglasili Druzusa za imperatorja.
Da bi pokazal svojo nadaljnjo obvladovanje terena, je Druzus med zimo 11–10 pr. n. št. postavil vojaške posadke na številnih položajih znotraj Germanije, vključno z eno nekje v Hessnu in enim na ozemlju Heruskov, verjetno bodisi  pri Halternu ali Bergkamen-Oberadnu, oba v današnjem Severnem Porenju - Vestfaliji.
Ponovno se je pridružil svoji ženi Antoniji in dvema otrokoma v Lugdunumu, preden se je družina vrnila v Rim, kjer je Druzus poročal Avgustu. Druzusu je bila podeljena čast ovacije in že tretjič je Avgust zaprl vrata Janusovega templja, kar je pomenilo, da je bil ves rimski svet takrat v miru. Druzusu je bila za naslednje leto dodeljena funkcija prokonzula. Leta 10 pred našim štetjem so se Hati pridružili Sikambrom in napadli Druzusov tabor, vendar so bili odgnani. Druzus jih je zasledoval, od krajev današnjega Mainza, kjer je postavil osnovno oskrbo, do Hedemündna, kjer je bil ustanovljen močan nov tabor. Približno v tem času je spretni markomanski kralj Marobod odgovoril na rimski vdor tako, da je svoje ljudstvo preselil na Češko. Poleti leta 10 pred našim štetjem je Druzus zapustil bojišče, da se vrne v Lugdunum, kjer je 1. avgusta posvetil svetišče treh galskih provinc v Condate. Avgust in Tiberij sta bila ob tej priložnosti v Lugdunumu (ko se je rodil Druzusov najmlajši sin Klavdij), nato pa je Druzus spremljal ju nazaj v Rim.
Druzus je zlahka zmagal na volitvah za konzula za leto 9 pred našim štetjem. Še enkrat je zapustil mesto, preden je prevzel funkcijo. Njegova konzularna funkcija mu je omogočila priložnost, da doseže najvišjo in najredkejšo vojaško čast v Rimu spolia opima ali zapleniti orožja vodje sovražnika, ki ga je osebno ubil rimski general, ki se je bojeval (kot so to počeli konzuli) pod svojimi lastnimi znaki. Hitro se je vrnil na bojišče, ustavil se je, da se posvetuje s svojim osebjem v Lugdunumu in posveti tempelj Cezarju Avgustu v Andemantunnumu, preden se je ponovno pridružil svoji enoti v Mainzu, od koder je odpravil ekspedicijo v zgodnji pomladi. Druzus je vodil vojsko preko Rödgen skozi ozemlja Marsov in Heruskov do trenutka, ko je celo prečkal reko Elbe. Tu naj bi videl prikazovanje germanske ženske, ki ga je opozorila, naj ne nadaljuje dalje in da je njegova smrt blizu. Druzus se je obrnil nazaj, postavil je trofejo, da bi obeležil svoj dosežek ob Elbi, morda na mestu Dresdna ali Magdeburga.
Druzus je med svojimi vojnimi pohodi v Nemčiji (12 pred našim štetjem–9 pred našim štetjem) iskal več germanskih poglavarjev (vsaj tri) vodje in jih vključil v "osupljive prikaze dvobojev". Viri so dvoumni, vendar nakazujejo, da bi lahko potencialno vzel spolia opima od germanskega kralja, s čimer bi postal četrti in zadnji Rimljan, ki je prejel to čast. Ne glede na to, ali mu je to uspelo v boju ali ne, pa bi Druzusova prezgodnja smrt preprečila, da bi kdajkoli izvedel uradni obred. Omeniti velja, da je Avgust po Druzusovi smrti depozite lovorike iz njegovih fasces ne v Templju Jupitra Optimus Maximusa kot je to v preteklosti storil, ampak v Templju Jupitra Feretriusa. J.W. Rich predlaga, da je bila ta akcija opravljena kot potrditev spomina na Druzusa; če bi mladi poveljnik že živel, bi spolia opima v tempelj položil sam.

## Smrt in zapuščina
Druzus se je vračal s svojega napredovanja do Elbe, ko je padel s konja, do takrat se mu je pridružil Tiberij. Čeprav je preživel prvotni nesrečo, je nastopila okužba in umrl je približno mesec dni kasneje. Kratkoročno pred njegovo smrtjo je napisal pismo Tiberiju, v katerem se je pritoževal nad načinom, kako je Avgust vladal in razpravljal o tem, kako ga prisiliti, da obnovi republiko. Svetonij poroča, da je tik pred smrtjo zavrnil vrnitev v Rim. Druzovo telo so prinesli nazaj v mesto, njegove pepel so položili v Avgustov mavzolej. Ostajal je izjemno priljubljen med legionarji, ki so v njegovem imenu postavili spomenik (Drususstein) v Mogontiacumu (moderna Mainz). Ostanki tega so še danes stoječi.
Senat je v njegovo spomin postavil lok na Apijevo cesto (ni povezan z "Arch of Druzus") z napisom "DE GERM" in prikazoval njegov trofej ob Elbi ter njegovo borbo na konju, kar dokazuje njegovo osebni pogum. Posthumno so mu podelili tudi dedni častni naslov "Germanicus", ki je bil dodeljen njegovemu najstarejšemu sinu preden je prešel na njegovega najmlajšega. Uporabljali so ga mnogi člani Julijsko-klavdijske rodbine vključno z zadnjimi tremi cesarji: njegovim vnukom Kaligulo, njegovim sinom Klavdijem in njegovim pravnukom Nerom. Avgust je kasneje napisal biografijo o njem, ki se ni ohranila. Po Avgustovem odloku so v Mogontiacumu ob dnevu Drusove smrti in verjetno tudi na njegov rojstni dan potekali festivali.
Druzova mati Livia, ki jo je smrt njenega drugega sina močno prizadela, je upoštevala nasvet filozofa Ariusa Didymusa, da naj postavi številne kipe in slike Druza ter pogosto govori o njem. Ohranjen latinski del Consolatio ad Liviam je oblikovan kot Ovidovo "sporočilo tolažbe" Liviji ob tej priložnosti, čeprav ga na splošno štejejo za literarni pregled "sestavljen med smrtjo Livie [leta 29 n.š.] in smrtjo Tiberija [AD 37]".
Avgust je opazil uspehe Druzusovih kampanj - za katere si je kot Druzusov nadrejeni, privzel zasluge - v svojem Res gestae divi Augusti, napisanem leta 14 n. št.:
Obnovil sem mir v provincah Galije in Španije, prav tako v Nemčiji, ki vključuje ocean od Kadiza do ustja reke Elbe. [...] Plul sem s svojimi ladjami po oceanu od ustja Tereke do vzhodnega območja do meja Kimbrov, kjer ni šel noben Rimljan predtem po kopnem ali morju, in Kimbri ter Charydes in Semnones ter drugi Germani istega ozemlja so po poslancih iskali prijateljstvo z mano in rimskim ljudstvom.— Avgust, Res Gestae Divi Augusti
Ob Klavdijevem nastopu do principata leta 41 n. št. je njegov pokojni oče Druzus prejel nove javne časti, vključno z letnimi igrami v Circus Maximus 14. januarja ob Druzusovem rojstnem dnevu, kovanci z Druzusovim podobnim podobjem in njegovim spominskim loku ter obnovo spomenika blizu Ara Pacis Augustae, ki je imel kip Druzusa. Klaudij je tudi dokončal cesto iz Italije v Retijo, ki je sledila poti, ki jo je prešel Druzus, in katere oznake so obeleževale Druzusove dosežke v alpski vojni. Takšne Klavdijeve časti spominu na Druzusa so se zdele manj izrazite, ko je Klavdij slavil svoj lasten britanski trijumf.
Zgodovinar Michael McNally meni, da je bil Druzus najuspešnejši med različnimi rimskimi poveljniki, ki so poskušali osvojiti Germanijo ter tudi najsposobnejši. Medtem ko so se  teritorialni dobički uresničili leta po njegovi smrti, pod Tiberijem, je Druzusova smrt označila upočasnitev rimske ekspanzije. Druzusovi nasledniki so se izkazali za neprimerne za nalogo osvojitve Germanije, kar je imelo katastrofalne posledice. Druzusa je v Germaniji nasledil Tiberij, toda Tiberij je padel iz cesarske milosti in se odločil za samo izgon leta 6 pr. n. št. Nato je poveljstvo prevzel Lucius Domitius Ahenobarbus (konzul 16 pr. n. št.). Ahenobarbus je delno uspel, postal je prvi in zadnji rimski general, ki je prestopil reko Elbo, vendar je bil na soočen z povečanjem upornikov. Poveljstvo je nato prevzel Publij Kvintilij Var, pod katerim se je odvila Bitka v Tevtoburškem gozdu (tudi znana kot Varova katastrofa). Uničenje celotne Varusove vojske je označilo konec rimske ekspanzije proti severu. Ren je postal de facto meja rimskega imperija, kar je pomenilo, da je veliko Druzusovo življenjsko delo ostalo brez pomena.

## V popularni kulturi
- Je manjša oseba v zgodovinskem romanu Robert Gravesa Jaz, Klavdij, pa tudi v BBC-jevi priredbi istega naslova, kjer ga igra Ian Ogilvy.
- Letni festival, ki praznuje Druzovo smrt, je glavni element zapleta v drugem zvezku serije Romanike avtorja Codex Regius (2006–2014).
- Je pomembna oseba v Kronikah Hrabam avtorja Alarica Longwarda (2016).
- Druzus je prav tako prikazan v SFX TV seriji Domina iz leta 2021, ki ga upodablja v najstniških letih.
- Doprsni kip Druzusa je bilo kupljen leta 2018 v trgovini Goodwill v Teksasu za 34.99 $, kasneje pa je bilo identificiran kot avtentična starina. Predvideva se, da je bil kip vzet s strani ameriških vojakov med Drugo svetovno vojno iz Aschaffenburg, Nemčija, kamor se bo vrnil leta 2023.[67]